# Jenseits von Gut und Böse (Schmidt-Salomon)
Jenseits von Gut und Böse – Warum wir ohne Moral die besseren Menschen sind ist ein im Jahr 2009 erschienenes Sachbuch des deutschen Philosophen und Publizisten Michael Schmidt-Salomon. Zentral ist das Thema der Willensfreiheit und der objektiven Moral als schädliche Illusionen.
Das Werk wurde ins Polnische übersetzt.

## Inhalt

### Überblick
Schmidt-Salomon zufolge existiere kein „Böse“ oder „Gut“ an sich, dabei handele es sich vielmehr um eine „Wahnidee“. Das „Gut-und-Böse-Schema“ und das damit verbundene „moralische Dreigestirn“ von „Schuld, Sühne, Strafe“ seien archaische Denkmuster. Von einem Verzicht auf diese Muster verspricht er sich paradoxerweise eine Stärkung des ethischen Bewusstseins und zugleich eine „entspanntere [...] Weltsicht“, nicht im Sinne eines „Paradies[es] auf Erden“ ohne Konflikte, aber einer vernünftigeren, gelasseneren und humorvollen Grundhaltung des Menschen. Das Buch richtet sich gegen zwei Thesen, die der Autor als „Sündenfall-Syndrom“ pathologisiert:
- „Gut“ und „Böse“ würden als objektive moralische Kategorien existieren.
- Der Mensch besitze als einziges Lebewesen einen freien Willen.

Schmidt-Salomon verwendet den biblischen Sündenfall dabei als Grundmetapher, da diese Geschichte die beiden Thesen illustriert und zur Grundlage der christlichen Erbsündelehre macht. Folglich benennt er den ersten Teil des Buches, in welchem er für eine Beseitigung des Syndroms plädiert, „Die neuen Früchte der Erkenntnis“. Dabei widmet sich das erste Kapitel „Abschied von Gut und Böse“ der Widerlegung der ersten These, nach der moralische Zuschreibungen objektiv erfolgen könnten. Das zweite Kapitel, „Abschied von der Willensfreiheit“, versucht durch das Referat verschiedener wissenschaftlicher Studien ein klares Bild von der Bedingtheit menschlichen Wollens und Handelns zu vermitteln. Das dritte Kapitel, „Falsche Konsequenzen“, analysiert die Willensfreiheit und die These von der objektiven Moral als kulturelle Muster, die der verantwortungsvollen Selbstentfaltung des Menschen schaden würden. Die drei Kapitel des zweiten Teils – „Das entspannte Ich“, „Entspannte Beziehungen“ und „Die entspannte Gesellschaft“ – sollen einen Entwurf liefern, wie ein Leben ohne den Einfluss des Sündenfall-Syndroms aussehen könnte. Diesen Entwurf bezeichnet Schmidt-Salomon in Anlehnung an Milan Kundera als „Die neue Leichtigkeit des Seins“. Dabei untersucht er die drei Ebenen des individuellen Gewissens, der wechselseitigen Beziehung und der Gesellschaft, und fordert für alle Ebenen eine Reduktion von Spannungen und Konflikten, wie er sie im Kapitel „Falsche Konsequenzen“ aufgezeigt hat. Das Schlusskapitel „Die frohe Botschaft für nackte Affen“ schließlich betrachtet die Ebene der Menschheit. Wenn die Existenz der Menschheit nicht als Teil eines kosmischen Kampfes zwischen Gut und Böse verstanden werde, sondern als winzige und zufällige Episode der Naturgeschichte, so erscheine die Sorge um den moralischen Wert des eigenen Verhaltens statt der Sorge um dessen reale Konsequenzen als lächerlich.

### Abschied von Gut und Böse
Schmidt-Salomon stellt zunächst fest, wie dominant das Muster Gut vs. Böse in der Popkultur (etwa im Unterhaltungskino) ist. Auch in der Politik habe die Rhetorik dieses Kampfes einen festen Platz – als Beispiel dient hier der frühere US-Präsident George W. Bush und seine Redeweise von der „Achse des Bösen“ oder den sogenannten „Schurkenstaaten“. Ein Vergleich mit dem Verhalten von Tieren insbesondere Menschenaffen, zeige jedoch, dass Tiere ebenso Handlungen verüben, die unter Menschen als böse gelten, wie etwa Kriege führen, vergewaltigen, stehlen, betrügen; unter Tieren gelten sie jedoch als natürlich.
Das Buch schlägt Egoismus und Altruismus als naturalistische Alternativen zu Gut und Böse vor, die tatsächlich das Verhalten bestimmen. Ausgehend vom Beispiel der bösen Stiefmutter im Märchen erläutert Schmidt-Salomon Hamiltons Regel: Nach dieser verhalten sich Menschen eher altruistisch als egoistisch, je näher ihnen die Empfänger der Handlung biologisch steht. Der Widerspruch zwischen Altruismus und Egoismus sei aber nur oberflächlich, Altruismus beruhe vielmehr auf rationalen, sozialen und emotionalen Gründen. Erstens sei altruistisches Verhalten im Rahmen der Strategie „Tit for Tat“ gewinnsteigernd. Zweitens fördere altruistisches Verhalten das eigene Sozialprestige bei den Artgenossen und begünstige so die eigene Fortpflanzung. Drittens löse altruistisches Handeln wegen der menschlichen Empathie oder des Mitleids beim Handelnden selbst positive Gefühle aus.
Eine Kluft zwischen Egoismus und Altruismus entsteht Schmidt-Salomon zufolge erst, wenn durch Ideologie diese Motive ausgeschaltet werden. Unter diesem Aspekt betrachtet Schmidt-Salomon nun die Weltreligionen. Diese bedienen dem Buch zufolge die psychologischen und biologischen Prinzipien von Gruppenverhalten und Ausgrenzung: Während man gut zu den Gläubigen der eigenen Gruppe sein soll, wird die gnadenlose Bekämpfung des Gegners propagiert. Die Unterscheidung von Gut und Böse lasse sich vor diesem Hintergrund unter Bezugnahme auf eine umstrittene Theorie der kulturellen Evolution als „Mem“, d. h., als geistiges, sich selbst replizierendes Erbgut begreifen, das Ideologien wie den Religionen einen Selektionsvorteil biete. Als Beispiel für die jahrhundertelange Entwicklung von Memen und der Steigerung ihres Einflusses wird der Antisemitismus genannt. Anhand von Tagebüchern und Aussagen der NS-Führungspersönlichkeiten kommt Schmidt-Salomon zu dem Schluss, dass die Verbrechen gegen die Menschlichkeit, die diese in der NS-Diktatur und mit dem Holocaust begangen, von ihnen selbst als „gut“ und moralisch richtig empfunden wurden. „Gut“ und „böse“, so das Fazit dieses Kapitels, seien also rein subjektive Zuschreibungen, die von äußeren Umständen wie einer Gruppenzugehörigkeit abhängig seien.

### Abschied von der Willensfreiheit
Durch zahlreiche Studien aus den Bereichen Neurologie, Psychologie, Biologie und Soziologie versucht Schmidt-Salomon, den so genannten „freien Willen“ zu widerlegen. Dabei geht es ihm nicht so sehr darum, ob menschliches Handeln im Prinzip frei sein könnte, sondern darum, dass sowohl Verhaltensweisen als auch Motive des Handelns abhängig von äußeren Einflüssen sind. Ein neurologischer Fall dient als Aufhänger. Schmidt-Salomon berichtet von einem Mann, der ohne sichtbaren äußeren Anlass anfing, Kinder zu missbrauchen. Als bei diesem ein Hirntumor gefunden und operativ entfernt wurde, zeigte er keine Neigung mehr dazu. Das Buch stellt die Behauptung auf, dass ein Großteil der Gewalt- und Sexualstraftäter solche neurologischen Deformationen aufweise.
Das Buch kritisiert auch den volkspsychologisch noch verbreiteten und zur Erklärung der Willensfreiheit verwendeten Dualismus von Leib und Seele. Unter Berufung auf das berühmte Libet-Experiment wird die These aufgestellt, dass Entscheidungen als Prozesse im Gehirn stattfinden, bevor sie bewusst getroffen werden. Daraus wird geschlossen, dass diese Prozesse auch in der Erklärung von Entscheidungen höher anzusetzen seien als bewusste Entscheidungen des Ichs. Arthur Schopenhauer wird hinsichtlich der Unvereinbarkeit einer auch nur relativen Freiheit des Willens mit dem „universellen Kausalgefüge der Welt“ also einer deterministischen wissenschaftlichen Naturerklärung angeführt.
Das Buch plädiert dafür, Willensfreiheit durch Handlungsfreiheit zu ersetzen: „Frei sein bedeutet, tun zu können, was man will - Es bedeutet nicht, zu einem bestimmten Zeitpunkt etwas anderes wollen zu können als das, was man will.“ Dabei trennt er zwischen „äußerer Handlungsfreiheit“ (Grundrechte, Gesetze, Verhaltenskodexe) und „innerer Handlungsfreiheit“ (durch ein gesundes Gehirn). Letztere könne etwa durch neurologische Krankheiten oder durch psychische Störungen, etwa Angststörungen beeinträchtigt sein. Auch die Meme können eine äußere wie innere Beeinträchtigung sein. So hätten die Anhänger des Nationalsozialismus tatsächlich nicht anders handeln können, weil sie von einem „antisemitischen Memkomplex“ sowie von autoritären Strukturen geprägt worden seien. Dennoch möchte auch Schmidt-Salomon etwa Adolf Eichmann, den er als Beispiel nennt, nicht von jeglicher Verantwortung freisprechen. Vielmehr komme es darauf an, richtige und falsche Konsequenzen aus der Annahme zu ziehen, dass Willensfreiheit und objektive moralische Werte Fiktionen seien.

### Falsche Konsequenzen
Er nimmt weiterhin an, dass die Willensfreiheit den Menschen nicht helfe, sondern zu Problemen führe. Sie führe zu einem psychischen Druck, da demnach jeder Mensch für sein eigenes Schicksal voll verantwortlich sei, sowohl im positiven, als auch im negativen Sinne. Dieser psychische Druck führe dazu, dass sich viele Menschen vor ihrer eigenen angeblichen Freiheit fürchten und sich in die Hände anderer Menschen wie Diktatoren begeben. Dies sei auch ein Grund, weshalb so viele Menschen religiösen Autoritäten gehorchen.
Außerdem wird die Frage aufgeworfen, was Freiheit eigentlich bedeute. So seien drei Prinzipien notwendig, damit der individuelle Mensch frei sei:
- „Ich muss wissen, welche verschiedenen Handlungsoptionen in einer konkreten Situation überhaupt existieren.“
- „Ich muss in der Lage sein, die jeweiligen Folgen der verschiedenen Handlungsalternativen einzuschätzen, um die für mich sinnvollste Alternative zu erkennen.“
- „Ich muss über die Mittel verfügen, um die präferierte Handlungsoption auch in der Praxis umsetzen zu können.“

Im nächsten Schritt werden die Prinzipien von Zufall und Kausalität erläutert. Es wird aufgezeigt, dass jedes kleinste Ereignis auch nur eine Ursache in einer Wirkungskette ist, die von Beginn des Universums an laufe und in der die kleinste Veränderung große Wirkungen entfaltete („Schmetterlingseffekt“). Dabei wehrt sich Schmidt-Salomon aber gegen religiöse Auffassungen, diese Kette sei von einer göttlichen Kraft vorbestimmt. Diesem Prinzip sei auch der Wille und damit auch den Entscheidungen ausgesetzt. Demzufolge könnten Extremisten und Verbrecher auch nicht anders handeln, als dementsprechend, wie sie von ihren Umweltfaktoren geprägt wurden.
Nun komme allerdings die Frage auf, ob es dieser Schlussfolgerung nach nicht folgerichtig wäre, alle Kulturen und Traditionen gleich zu behandeln und auch die Menschenrechte nicht für universell zu erklären. Schmidt-Salomon verneint diese Frage allerdings. Die Tatsache, dass die Menschenrechte verschiedene Traditionen zulassen würden, mache sie so kostbar. Sie würden zeigen, dass im Grunde alle Menschen mit einem ähnlichen Bedürfnis nach einem guten Leben streben. Deshalb sei es richtig, dass die Menschenrechte über allem stehen würden.
Wie vernünftig letztendlich ein Mem-Komplex (Kulturellen, Traditionen, Denkweisen etc.) ist, sei abhängig von Logik und Empirie. Der Abschied von Gut und Böse sei keineswegs mit einem Abschied von ethischen Prinzipien verbunden, da ethisches Handeln keinesfalls bedeute, blind moralischen Geboten oder Verboten zu folgen, sondern immer wieder aufs Neue abzuschätzen, mit welchen positiven oder negativen Konsequenzen eine Entscheidung verbunden wäre.
Als Fazit des ersten Teils des Buches wird die Schlussforderung gezogen, Willensfreiheit sei eine Illusion, gut und böse eine moralische Fiktion, für die es in der Realität keine Verwendung mehr gäbe. Als Konsequenz daraus sei auch das moralische Schuld/Sühne-Prinzip hinfällig.

### Das entspannte Ich
Es wird nun davon ausgegangen, dass die eingebildete Willensfreiheit nur zur eigenen Unzufriedenheit führe. Denn dadurch spreche sich der Mensch für jedes Fehlverhalten und jedes Scheitern selbst die Schuld zu, obwohl er dafür nichts könne. Im umgekehrten Fall sei dies auch schädlich, denn wenn ihm etwas gut gelinge, tendiere er zur Überheblichkeit und würdige andere vermeintlich schlechtere Menschen herab. Im Gegensatz dazu könnte die Abkehr von der Willensfreiheit zu einer neuen „Leichtigkeit des Seins“ führen. Wenn sich der Mensch „selbst nicht mehr zu ernst“ nehmen würde, könnte er einerseits einfach sein Bestes geben und keine Angst mehr vor dem Scheitern haben und andererseits andere Menschen auch dann respektieren, wenn sie keinen Erfolg haben.
Auch bei einer Straftat gebe es einen großen Unterschied zwischen Schuld- und Reuegefühlen. So würden Schuldgefühle zu Depressionen, Süchten und anderen Krankheiten führen, während es bei der Reue darum ginge, eigene Fehler einzugestehen und zu versuchen, diese bestmöglich zu beheben bzw. zu vermeiden.
Außerdem wird die Frage gestellt, was Menschen brauchen, um glücklich zu sein. Schmidt-Salomon kommt auf drei Lebenshaltungen:
- Den Hedonismus, d. h. den Genuss des Lebens. Dieser sei aber nur möglich, wenn man sich selbst keine Schuldgefühle einrede, wenn man sich selbst etwas gönne. Bei vielen Religionen sei es hingegen so, dass Genuss als Dekadenz und als etwas Schlechtes gewertet würde.
- Selbstverwirklichung, um seine eigenen Fähigkeiten zur Geltung zu bringen.
- Das Handeln für andere Menschen bzw. das Leben „in den Dienst einer höheren Sache“ stellen. Damit meint er aber nicht die Religion, sondern alles, was über das private Leben hinausgeht, etwa Engagement für die Umwelt. Wenn der Mensch keine Angst mehr vor dem Versagen hätte, so würde er sich auch eher zutrauen, die Welt zu einem besseren Ort zu machen.

Schmidt-Salomon meint: „Lernen wir zu ertragen, der zu sein, der wir sind, um gleichzeitig dran zu arbeiten, der zu werden, der wir optimalerweise sein könnten.“

### Entspannte Beziehungen
Schmidt-Salomon betont, dass ehrliche Kritik ein Geschenk sei, welches man nicht einfach ausschlagen solle. Jedoch führe Willensfreiheit dazu, dass sich die Menschen etwa in Diskussionen schlechter fühlen, wenn ihre Argumentation widerlegt werde. Denn wenn es Willensfreiheit gäbe, so hieße das, dass sie für alle Fehlansichten selbst verantwortlich und „schuldig“ seien. So weiche in Diskussionen niemand von seiner Meinung ab, da niemand zugeben könne, dass er unrecht hat. Würde das Prinzip der Willensfreiheit hingegen aufgegeben, so wäre es leicht, Kritik zuzulassen und neuen Argumenten zu folgen. Dies würde letztendlich allen Beteiligten helfen.
Außerdem möchte er, dass auch all jenen Menschen vergeben wird, welche schreckliche Verbrechen wie Mord oder Vergewaltigung begangen haben, da sich die Menschen durch Hass- und Rachegedanken nur selbst belasten würden, während eine Vergebung dem seelischen Wohl am besten tue. Auch zu dieser These werden Studien und Beispiele angeführt. Bei der Berufung auf Willensfreiheit seien Verbrechen noch deutlich schlimmer, da angenommen werde, dass sich der Täter in freien Stücken zur Tat entschlossen habe. Schmidt-Salomon pocht hingegen auf einen neuen Umgang mit Straftätern und nennt dies „Paradigma der Unschuld“, da er von der grundsätzlichen Unschuld jedes Menschen ausgehe.

### Die entspannte Gesellschaft
Es werden die verschiedenen Folgen der „neuen Leichtigkeit des Seins“ anhand der Strafrechts- und Wirtschaftssysteme sowie der internationalen Politik angeführt. In einem neuen Strafrecht seien drei Faktoren zu berücksichtigen:
- Die Funktion von Strafe. Ohne Willensfreiheit entfalle eine Rache- und Sühnefunktion. Im Vordergrund stünden der Schutz der Gesellschaft und ihrer Rechtsnormen.
- Der Umgang mit dem Täter. Dieser sei kein „Opfer der Gesellschaft“, wie es einige sehen würden. Allerdings sei er auch in großem Maße ein Produkt seiner biologischen und kulturellen Umwelt. Dadurch sei er doppelt bestraft: Einerseits habe er es schwerer im Leben, da er kein Glück bei diesen beiden Faktoren gehabt habe und nun würde er dafür auch noch bestraft werden. Durch die Erkenntnis, dass Straftäter gar nicht anders handeln konnten, als sie es letztendlich getan haben, könne man mit Strafgefangenen viel besser arbeiten. Man solle intensive Maßnahmen auf die Resozialisierung der Täter verwenden, damit sie nicht mehr rückfällig werden. Dies helfe sowohl dem Täter als auch der Gesellschaft.
- Die Bedeutung der Verbrechensprävention. Es sei wichtig, dass es gar nicht erst zu Straftaten komme. Deshalb seien umfangreiche Präventionsmaßnahmen nötig, etwa die Einstellung von mehr Sozialarbeitern, ein Frühwarnsystem für misshandelte Kinder oder das konsequente Umsetzen der Broken-Window-Theorie. Nur durch eine solche „humanistische Sozialpolitik“ wäre allen Beteiligten geholfen.

Auch in der Wirtschaftspolitik wird ein Umdenken gefordert. Willensfreiheit würde soziale Ungleichheit fördern, da jeder seines Glückes Schmied und Arme für ihre Lage selbst verantwortlich wären. Diese Ansicht solle aufgegeben werden. Eine „Selektion hin zum Mittelmaß“ lehnt Schmidt-Salomon allerdings ab. Stattdessen pocht er auf Chancengleichheit. So solle jeder entsprechend seiner Begabung gefördert und gefordert werden. Leistungsorientierung und Wettbewerb seien eine positive Sache, da sie der Natur des Menschen entsprechen würden.
In der internationalen Politik führe ein solches Umdenken weg von der Willensfreiheit zu einer Entspannungspolitik, da es nun kein Gut und Böse mehr gebe, sondern nur Menschen und Völker mit unterschiedlichen Interessen.

### Die frohe Botschaft für nackte Affen
Im letzten Kapitel wird das grundsätzliche Selbstverständnis der Menschheit in Frage gestellt. So bezeichnet Schmidt-Salomon die Idee, der Mensch sei die „Krone der Schöpfung“, als einen Größenwahn. Der Mensch sei tatsächlich nur eine unbedeutende Spezies, die erst seit einigen tausend Jahren existiere und in einigen tausend Jahren wieder verschwinden werde. Außerdem sei die Erde nur ein „Staubkorn“ im Universum. Diese Tatsache sei allerdings nicht niederschmetternd, sondern befreiend. Durch den Gedanken, der Mensch sei die „Krone der Schöpfung“, mache er sich selbst unglücklich, da er einen Anspruch erfüllen wolle, der völlig überzogen sei. Stattdessen sollten die Menschen lieber dankbar und froh sein, dass sie überhaupt am Leben seien und das Beste aus ihrem Leben machen.

## Kritiken
Der Bioethiker Edgar Dahl bezeichnet Jenseits von Gut und Böse in der Zeitschrift Gehirn&Geist als „unterhaltsame Monografie“ über die Lebensweisheit „Der Mensch kann zwar tun, was er will, aber nicht wollen, was er will“ von Arthur Schopenhauer. „Philosophisch vorgebildete Leser“ würden laut Dahl möglicherweise „eine Auseinandersetzung mit den Argumenten von Ansgar Beckermann, Michael Pauen, Geert Keil und vielen weiteren Experten“ vermissen, wer sich deshalb mit „dem aktuellen Stand der Neuroethik“ vertraut machen wollen würde, sollte „auf andere Fachbücher zurückgreifen“.
Laut Barbara Dobrick vom DeutschlandRadio Kultur plädiere Schmidt-Salomon mit seinem Buch „auf gewinnende und überzeugende Art für eine aufgeklärte Selbst- und Weltsicht“. Gewinnend deshalb, weil er „leicht verständlich, elegant und humorvoll“ formuliere, überzeugend, weil er „stringent und interdisziplinär“ argumentiere und sich dabei „jene Probleme“ vorknöpfe, die uns „besonders beschäftigen“ würden.
Der Historiker Klaus-Jürgen Bremm bezeichnet Jenseits von Gut und Böse in der Zeitschrift Glanz & Elend als einen Versuch des Nachweises, dass „Moral und Schuld, zwei zentrale religiöse Kategorien, uns von einem besseren und humanerem Leben abhalten“ und daher genau so „auf den Müllhaufen der Ideen gehören“ wie die „altbackenen Vorstellungen von Himmel und Hölle“. Allerdings müsse Schmidt-Salomon „alle seine evolutionären Voraussetzungen“ auch „metakritisch auf die eigenen Aussagen“ beziehen. Schon die „Bestreitung der Willensfreiheit“ lasse sich „nicht als Aussage mit Wahrheitsanspruch treffen“, denn sie sei „ja selbst vollkommen determiniert“ und damit „erkenntnistheoretisch belanglos“. Auch aus „naturwissenschaftstheoretischer Perspektive“ lasse sich Schmidt-Salomons „mechanistisch-deterministischer Ansatz“ kritisieren, da er „ganz offensichtlich die Erkenntnisse der Quantenphysik“ ignoriere. Den Anspruch, seinen Lesern einen „besseren“ Lebensentwurf zu bieten, könne er argumentativ gar nicht einlösen, da er jeden absoluten ethischen Maßstab selbst aufgegeben habe. Letztendlich könne er seine „Positionen nun einmal nicht widerspruchsfrei“ formulieren.
Tim Hofmann resümiert in einem Artikel der Freien Presse, dass Schmidt-Salomon auf „undogmatische und entspannte Art seine Thesen“ ausbreite. Schmidt-Salomon wolle eine „neue Sicht auf die Welt“ eröffnen, die allein mit „ihrem Perspektivwechsel“ zu einer gewissen „Flexibilität im Denken“ auffordere, ohne dabei „immer Recht haben zu müssen“. An vielen Stellen leiste er sich „den Luxus“, seine Gedanken „eher hemdsärmlig anzureißen“, so etwa wenn er „Spiritualität und Mystik in sein gottfreies Universum“ integriere. Er plädiere vor allem für ein „entspanntes Selbstbild, für weniger Verbissenheit und für Toleranz“. Dass der Autor dabei mitunter zu „provokanten Beispielen“ greife, wirke dabei „nicht einmal sonderlich bissig“, sondern unterstreiche „sein Anliegen“. All das mache Jenseits von Gut und Böse zu einem „bemerkenswerten und letztlich hilfreichen Beitrag in der momentanen Debatte um Werte und Moral“.
Der Biologe Ulrich Leinhos-Heinke ist in der Internationalen Zeitschrift für Philosophie und Psychosomatik der Ansicht, dass „die Darstellung wissenschaftlicher Grundlagen entschieden zu dünn und zu einseitig“ sei, um „zuverlässige Hintergrundinformationen“ zu liefern. Die „Auseinandersetzung mit dem Gut-Böse-Paradigma“ gehe von „stark trivialisierenden Annahmen“ aus; die „Religionskritik und die Argumentation zugunsten eines wissenschaftlich fundierten Atheismus“ sei „viel zu undifferenziert“ und die von Schmidt-Salomon vorgeschlagenen Folgerungen für „Individuum, Kultur und Gesellschaft“ würden sich auf eher „esoterische Fundamente“ stützen und „gingen nicht über das Niveau“ der auf dem Buchmarkt allgegenwärtigen „Lebensratgeber“ und „Glückversprecher“ hinaus. Sie seien damit für die „mit den Herausforderungen der Praxis konfrontierten Psychologen, Mediziner, Pädagogen oder Juristen“ unergiebig. Zusammen genommen sei Jenseits von Gut und Böse eine „eher verzichtbare Veröffentlichung“. Leinhos-Heinke konstatiert eine „besserwisserische Haltung, die, unabhängig von den inhaltlichen Schwächen, das Lesen wiederholt unangenehm macht“ sowie eine geradezu peinliche Selbstüberschätzung, wenn der Autor vor „Kirchen der Unschuld“ warnt, die auf dem Fundament seines Buches entstehen könnten.